# الاشتباكات الحدودية اليمنية السعودية
الاشتباكات الحدودية اليمنية السعودية هي الاشتباكات العسكرية التي تشهدها مناطق الحدود اليمنية السعودية بين المسلحين الحوثيون والحرس الجمهوري التابع لعلي عبد الله صالح من جهة، والقوات المسلحة السعودية والحرس الوطني وحرس الحدود من جهة أخرى، وبدأت الاشتباكات الحدودية مع انطلاق العمليات العسكرية السعودية ضد الحوثيين والجيش المؤيد لعلي عبد الله صالح في اليمن.
في 8 مايو أعلنت القوات المسلحة السعودية أن منطقتي صعدة وجبال مران هدف عسكري لها، بعد استهداف مدينة نجران السعودية من قبل الحوثيون، وبأن الطرق الرئيسية مفتوحة لمغادرة المدنيين محافظة صعدة، حتى الساعة السابعة مساء الجمعة 8 مايو.
وفي 5 يونيو شن الحوثيون وقوات من الحرس الجمهوري التابع لصالح هجوماً واسعاً في الحدود مع السعودية وأطلق الحوثيون صاروخ من نوع سكود مستهدفاً قاعدة الملك خالد الجوية بخميس مشيط.
أطلقت القوات الموالية لعلي عبد الله صالح والحوثيون في 26 أغسطس صاروخ سكود من جبل النهدين بدار الرئاسة وسط صنعاء نحو الأراضي السعودية، وقال الحوثيون أن الصاروخ استهدف محطة كهرباء حامية جيزان السعودية. لكن الجيش السعودي قال إنه اعترضه بصواريخ باتريوت. وتحدثت مصادر اخبارية عن سيطرة القوات البرية السعودية على مواقع داخل حدود محافظة صعدة شمال اليمن في منطقة العطيفين وجبل طور الهشيم.

## خلفية
منذ إعلان السعودية بدء عملية عاصفة الحزم في 26 مارس استهدفت الغارات الجوية السعودية مواقع لقيادات جماعة أنصار الله (الحوثيين) وأماكن تجمع مسلحيهم شمال اليمن بمحافظة صعدة،  واستهدف مطار صعدة المحلي، وشنت الطائرات الحربية السعودية في 27 مارس غارات جوية على مواقع للجماعة في صعدة، وغارة جوية على معسكر اللواء 131 مشاة في منطقة كتاف بصعدة. وفي اليوم التالي 28 مارس استهدف الطيران الحربي السعودي محطة الكهرباء والغاز في صعدة، ومواقع عسكرية في «قِحْزَة» وجبل العين ووادي الجبال في صعدة.
وفي 21 أبريل 2015 أعلنت وزارة الدفاع السعودية أن عاصفة الحزم أزالت التهديدات الموجهة إلى السعودية، بعد أن تمكنت من تدمير الأسلحة الثقيلة والصواريخ الباليستية في عملية نوعية استهدفت جبل عطان بصنعاء. وعن بدء عملية إعادة الأمل التي تهدف لإيصال المساعدات الإنسانية لمن يحتاجها. وواصلت الغارات الجوية السعودية استهدافاتها في مختلف مناطق اليمن.

## الاشتباكات
استهدفت مدفعية الميدان وطيران القوات البرية المتمثل في مروحيات الأباتشي أرتالا وتحركات آليات ودبابات تابعة لمسلحي الحوثيين «أنصار الله» في 28 مارس وذلك في المناطق المحاذية للحدود السعودية في منطقة نجران ومنطقة جيزان. وأصابت الغارات في 29 مارس مخازن للأسلحة في معسكر «كهلان».
في 25 أبريل قتل حرس الحدود السعودي 15 شخصاً على الأقل من الحوثيين على الحدود بالقرب من مدينة نجران.
أعلنت الحكومة السعودية وصول وحدات للحرس الوطني مدينة نجران في 26 أبريل بالقرب من الحدود مع اليمن. وفي نفس اليوم، شن مسلحون من داخل الحدود اليمنية هجوماً بقذائف الهاون على قوات حرس الحدود في منطقة نجران، وقتل في الهجوم جندي سعودي وأصيب 2 آخرين. وقتل جندي سعودي آخر في 30 أبريل بقذائف هاون أطلقت من المناطق الحدودية، مما رفع عدد القتلى العسكريين في الجانب السعودي إلى 11 قتيلاً، وفي وقت لاحق من نفس اليوم، هاجم الحوثيين على مايبدو نقطة عسكرية سعودية في منطقة نجران مما أسفر عن مقتل 3 جنود، ورفع ذلك عدد القتلى إلى 14 جندي. وفي 5 مايو أعلنت الداخلية السعودية مقتل 3 أشخاص في نجران، ولم يُوضح إذا كانوا مدنيين أم عسكريين. وفي اليوم التالي قتل 7 مدنيين سعوديين على الأقل في هجومين منفصلين في مدينة نجران ومنطقة جازان، ليصل بذلك اجمالي عدد القتلى المدنيين السعوديين إلى 10 على الأقل. ولم يعلن الحوثيون مسؤليتهم عن الهجمات.
في 7 مايو، قال الحوثيين أنهم أسقطوا طائرة هليكوبتر أباتشي. وأكدت السعودية سقوط الطائرة إلا أنها قالت أن ذلك يعود لخلل فني أصابها.
في 8 مايو قصفت طائرات التحالف أهدافا في محافظة صعدة، وأعلنت السعودية بدء مرحلة جديدة في صعدة وجبال مران تهدف إلى حماية المواطن السعودي والمدن السعودية،  وذكرت قناة الإخبارية السعودية الرسمية أن المحافظة بأكملها سوف تصبح هدفاً عسكريا بدءاً من مساء الجمعة،  ونزحت آلاف الأسر من محافظة صعدة خوفاً من الاستهداف، وقال منسق الامم المتحدة للشؤون الإنسانية في اليمن إن الضربات الجوية التي ينفذها التحالف على مدينة صعدة تنتهك القانون الدولي، لوجود العديد من المدنيين المحاصرين غير قادرين على استخدام وسائل النقل بسبب نقص الوقود، وأن استهداف محافظة بأكملها يعرض عددا لا يحصى من المدنيين للخطر.
استهدف الحوثيون بقذائف الهاون والمدفعية جيزان ونجران في 11 مايو بعد عدة أيام من القصف المكثف من المدفعية السعودية وطيران التحالف على محافظة صعدة، وأسفر ذلك عن مقتل شخصاً واحداً في نجران. ونشرت السعودية دبابات «القوة الضاربة» في حدودها الجنوبية بعد أن أطلق الحوثيون 150 صاروخاً من نوع كاتيوشا وقذائف الهاون على نجران وجيزان.

### يونيو
أندلعت اشتباكات فجر الجمعة 5 يونيو على الحدود اليمنية السعودية أستمرت لعشر ساعات، وصفت بالأعنف والأكبر منذ بدء العمليات العسكرية ضد الحوثيين التي تقودها السعودية، وقالت قناة العربية أن قوات الحرس الجمهوري اليمني والحوثيين شنوا هجوماً واسعاً على مختلف الإتجاهات في جازان ونجران،  وصرح الجيش السعودي أن أربعة من أفراده بينهم ضابط قتلوا، وأن عشرات من المهاجمين قد قتلوا.
وفي فجر يوم السبت 6 يونيو أطلقت قوات من الجيش اليمني المتحالفة مع الحوثيين صاروخ سكود على مدينة خميس مشيط وهو أول صاروخ سكود يستخدم اثناء الصراع وهو صاروخ باليستي طوله 11 متراً ومداه 300 كيلو متر أو أكثر، وذكر بيان لقيادة التحالف العربي أن قوات الدفاع الجوي الملكي السعودي أعترضته بصاروخي باتريوت. وقالت قناة المسيرة التلفزيونية التابعة للحوثيين أن الصاروخ كان يستهدف قاعدة الأمير خالد الجوية. وكان متحدث سعودي باسم التحالف قد قال في 21 أبريل أن التحالف نجح في التخلص من الأسلحة الثقيلة التي تهدد المملكة وجيرانها، لكن الحرب الجوية والاشتباكات الحدودية استمرت.
في 12 يونيو 2015 قتل سعودي وأصيب آخر، الجمعة، جراء سقوط قذيفة من الأراضي اليمنية على محافظة صامطة في منطقة جازان، في جنوب غربي السعودية، حسبما أفادت مصادر «سكاي نيوز عربية».